# Sotalia guianensis
Sotalia guianensis là một loài cá heo trong họ Delphinidae, chúng thuộc chi Sotalia gồm có 02 loài. Chúng được tìm thấy ở các bờ biển Trung Mỹ và Nam Mỹ. Chúng là thành viên của họ hàng cá heo đại dương. Hiện nay chúng đang được bảo tồn.